# 과학적 증거
과학적 증거(Scientific evidence)는 과학적 이론이나 가설을 지지하거나 반박하는 데 사용되는 증거이다. 이러한 증거는 주로 과학적 방법에 따른 경험적 증거 및 해석이다. 과학적 증거에 대한 표준은 과학의 세부 분야에 따라 차이가 있지만, 일반적으로 과학적 증거의 강도는 통계 분석의 결과와 과학적(실험적) 통제의 강도에 기초한다.

## 같이 보기
- 과학
- 일화적 증거
- 과학철학
- 비판적 합리주의